# Escut antic d'Espot

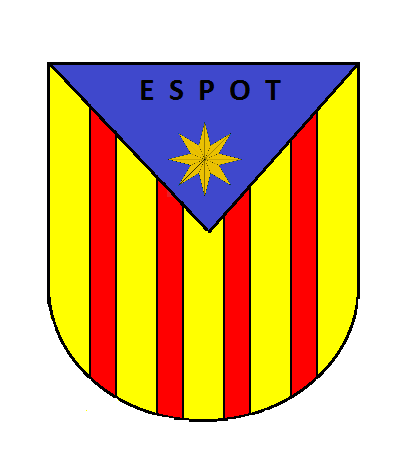
Escut antic d'Espot.

L'escut d'Espot fou l'escut d'armes d'Espot, a la comarca del Pallars Sobirà.
Perdé vigència oficial en entrar en vigor la normativa catalana sobre els símbols oficials. L'escut no s'hi adaptava i, per tant, deixà de tenir validesa oficial. Des del 2024 el municipi d'Espot té un escut oficial adaptat a la normativa vigent.

## Descripció heràldica
Escut d'or, quatre pals de gules. En cap, apuntat, d'atzur, el nom de la localitat, ESPOT, i, dessota, un estel d'or.